# 기야마역 (사가현)
기야마역(일본어: 基山駅)은 일본 사가현 미야키군 기야마정에 있는, 규슈 여객철도 · 아마기 철도의 역이다. 양 사의 공동 사용역이다. 규슈 여객철도는 가고시마 본선과, 아마기 철도는 아마기 선의 2개 노선이 연계 운행되고 있지만, 아마기 선은 이 역이 기점이다.

## 역 구조 및 승강장

### 규슈 여객철도
단선 승강장 1면 1선 · 섬식 승강장 1면 2선과 선상 역사의 설비를 가지는 지상역. 전체는 철로와 함께 병행하는 국도 제3호선을 빠져나가는 형태로 자유통로로 되어 있다.
국유철도 시대의 선상역사로의 개축 이전은 전체로 3면 5선의 승강장을 가지고 있다. 4번 · 5번을 사용하고 있던 일본국유철도 아마기 선의 아마기 철도 이관이나 역사의 개축 과정으로 5번 선은 철거되어, 현재는 유료 주차장이 되어 있었다.
개찰이 선상에 있기 때문에, 역 구내밖에 없는 외부로부터 개찰로 올라가기 때문에 엘리베이터가 설치되어 있다. 예전에는 선상의 맞이방으로 키오스크가, 직하의 1층 부분에서는 트란도르가 영업하고 있지만 현재와 같이 철거되어 있다.
| 1 | ■ 가고시마 본선 | (상행) | 하카타 · 아카마 · 고쿠라 방면     |
| 2 | ■ 가고시마 본선 |        | (대피선)                          |
| 3 | ■ 가고시마 본선 | (하행) | 후쓰카이치 · 구루메 · 오무타 방면 |

### 아마기 철도
단선 승강장 1면 1선을 가지는 지상역. 자유통로로부터 계단을 내려가면 승강장이 되어 있다. 개찰도 승차권 자동 발매기도 없지만 맞이방이 있다. 엘리베이터 등은 없다.

## 이용 현황

### 규슈 여객철도
| 1일 평균 승강객 수 | 1일 평균 승강객 수 | 1일 평균 승강객 수 |
| 연도               | 승차 인원          | 승강 인원          |
| ------------------ | ------------------ | ------------------ |
| 1998               | 4,346              | 8,729              |
| 1999               | 4,199              | 8,469              |
| 2000               | 4,129              | 8,292              |
| 2001               | 4,087              | 8,209              |
| 2002               | 4,075              | 8,166              |
| 2003               | 4,049              | 8,127              |
| 2004               | 3,846              | 7,706              |
| 2005               | 3,838              | 7,691              |
| 2006               | 3,771              | 7,580              |
| 2007               | 3,764              | 7,530              |
| 2008               | 3,772              | 7,566              |
| 2009               | 3,574              | 7,152              |

### 아마기 철도
- 1일 평균 승차 인원 : 522명 (2005년도)

## 역 주변
국도 제3호선이 역 동쪽으로 지나, 역 서쪽에는 교차로가 있다.
- 기야마 몰 상점가

## 역사
- 1921년
  - 4월 1일 : 기야마구치 신호장으로서 철도성이 개업.
  - 8월 5일 : 역으로 승격. 기야마역으로 개업.
- 1939년 4월 28일 : 아마기 선 개통.
- 1986년 4월 1일 : 아마기 선이 아마기 철도로 전환.
- 1987년 4월 1일 : 일본국유철도 분할 민영화에 의해, 규슈 여객철도가 승계.
- 2009년 3월 1일 : IC카드 SUGOCA의 사용을 개시.

## 인접 역
| 가고시마 본선          | 가고시마 본선   | 가고시마 본선              |
| ---------------------- | --------------- | -------------------------- |
| 하루다 모지코 방면     | ■ 쾌속 · 준쾌속 | 도스 아라오 방면           |
| 게야키다이 모지코 방면 | ■ 보통          | 야요이가오카 가고시마 방면 |
| 아마기 철도 아마기 선  |                 |                            |
| 시·종착역              | ■ 아마기 선     | 다테노 아마기 방면         |